# Porta San Donato
La Porta San Donato est une porte de ville faisant partie de l'enceinte des murs de Lucques qui fait face à l'ouest.
Elle a été créée entre 1629 et 1639 et fait partie des murs Renaissance. À l'origine, elle était équipée d'un pont-levis. La porte est décorée des statues en marbre de saint Donat et de saint Paul.
La Porta San Donato est la porte de remplacement de l'ancienne Porta San Donato datant de 1590, toujours présente aujourd'hui à l'intérieur des murs de Lucques à Piazzale Verdi.